# Sybra dimidiata
Sybra dimidiata là một loài bọ cánh cứng trong họ Cerambycidae.